# نزار بنات
نزار خليل محمد بنات (1978-2021) هو ناشط سياسي وحقوقي فلسطيني ومهتم بحقوق الإنسان والديمقراطية، نشط ضد مشروع التسوية واتفاقية أوسلو التي تقوده السلطة الفلسطينية في الضفة الغربية، ويميل للفكر القومي. وهو من أهم النشطاء البارزين المعارضين لسلطة الحكم الذاتي الفلسطينية، وكان يهاجم سياساتها وأشخاصا كان يصفهم بالنافذين فيها بالفساد، وهو رئيس قائمة الحرية والكرامة في انتخابات المجلس التشريعي التي كانت مقرّة وتم إلغاؤها لاحقا. قُتل على يد قوة من الأجهزة الأمنية التابعة للسلطة الفلسطينية، حَضرت إلى منزله واعتقلته ليلاً، وفي ساعات الصباح الأولى أعلنت وفاته.

## مواقفه وآراؤه
كان نزار نشطًا ضد مشروع التسوية التي تقوده السلطة الفلسطينية، وناقدا للفساد ولتقييد الحريات فيها. يميل نزار بنات إلى الفكر القومي العربي، ويعد أيضاً من مؤيدي الكفاح المسلح ضد الاحتلال الصهيوني ومساندا لما يعرف بمحور المقاومة. وقد صدرت له تصريحات مؤيدة للرئيس السوري بشار الأسد ولحزب الله اللبناني، وللحشد الشعبي العراقي، وناقدة لسياسات دول الخليج العربي وخاصة السعودية وولي عهدها محمد بن سلمان.

## الاعتقال والسجن
اعتقلته السلطة الفلسطينية عدة مرات بتهمة إهانة الشعور الوطني والتعدي على السلطة الفلسطينية وإثار النعرات ضد السلطة الفلسطينية من خلال صفحته على الفيسبوك.
وتعرض منزله لاعتداء عناصر أمنية بعد مطالبته للاتحاد الأوروبي بقطع المساعدات عن السلطة الفلسطينية وذلك بسبب تأجيل الانتخابات التشريعية الفلسطينية لعام 2021، وهي عملية استنكرها الاتحاد الأوروبي في 2 مايو (أيار) 2021 على حسابه الرسمي على تويتر: «تتابع مفوضية الاتحاد في فلسطين بقلق الهجوم الذي استهدف منزل الناشط نزار بنات» في بلدة دورا، جنوبي الضفة الغربية. وأضافت: «العنف ضد السياسيين والمدافعين عن حقوق الإنسان أمر غير مقبول».

## مقتله
في 24 يونيو 2021، اقتحمت قوة من عناصر الأمن الوقائي الفلسطيني منزله واعتقلته، وفي ساعات الصباح الأولى أعلنت السلطة الفلسطينية رسميًا وفاة الناشط نزار بنات بعد اعتقاله من قبل قوة أمنية من منزله في محافظة الخليل جنوب الضفة الغربية، في حين اتهمت عائلته السلطة بأنها اغتالته مع سبق الإصرار.
قال المتحدث باسم الأجهزة الأمنية اللواء طلال دويكات: «إنَّ رئيس الوزراء محمد اشتية، أوعز بتشكيل لجنة تحقيقٍ "فورية ومحايدة"، بخصوص "وفاة الناشط نزار بنات"، بعد اعتقاله من قبل الأمن الوقائي للسلطة الفلسطينية، تنفيذاً لقرار النيابة العامة»، كما أضاف أنهُ «لا مانع من مشاركة مؤسسات حقوقية في لجنة التحقيق»، مؤكدًا أن «الحكومة جاهزة لاتخاذ أية إجراءات تترتب على النتائج التي ستتوصل لها اللجنة بهذا الخصوص». وقد دعى رئيس الوزراء الفلسطيني محمد اشتيه نقابة المحامين النظاميين للمشاركة في لجنة التحقيق، وردت نقابة المحامين النظاميين في بيان صحفي

### المعهد الطبي الفلسطيني
قال المعهد الطبي الفلسطيني المتواجد في جامعة القدس بأن عملية التشريح لجثمان نزار أظهرت بأن وفاته غير طبيعية وتعرض للضرب الشديد مما تسبب بنزيف حاد في الرئتين حتى توفي اختناقاً.

### ردود الفعل الدولية
- الاتحاد الأوروبي: أصدر الاتحاد الأوروبي بيان وقال فيه «مصدومون وحزينون لوفاة الناشط والمرشح التشريعي السابق نزار بنات، عقب اعتقاله من قبل قوات الأمن الفلسطينية الليلة الماضية. تعازينا إلى عائلته وأحبائه. يجب إجراء تحقيق كامل ومستقل وشفاف فورا.»[19] وبتاريخ 1 يوليو من عام 2021 زار ممثل الاتحاد الأوروبي في فلسطين عائلة نزار بنات، وطالب بمعاقبة المتورطين في مقتل الناشط الفلسطيني نزار بنات.
- كندا: أصدر مكتب الممثلية الكندية لدى السلطة الفلسطينية، بيانًا أعرب فيه عن صدمته من الحادث، وأكد فيه دعم كندا لحرية التعبير ولضرورة ضمان مساحة آمنة للشخصيات السياسية وأعضاء المجتمع المدني.[20]
- المملكة المتحدة: قال القنصل البريطاني العام، فيليب هول، إنَّ «مقتل الناشط والمدافع عن حقوق الإنسان نزار بنات أثناء وجوده في الحجز الفلسطيني مقلق للغاية. هناك حاجة إلى تحقيق سريع وشفاف».[21]
- الولايات المتحدة: قال المتحدث باسم وزارة الخارجية الأمريكية، نيد برايس، إن الولايات المتحدة «منزعجة للغاية من وفاة الناشط الفلسطيني نزار بنات والمعلومات التي تم الإبلاغ عنها بشأن ظروف وفاته». وتابع برايس: «لدينا مخاوف جدية بشأن القيود التي تفرضها السلطة الفلسطينية على ممارسة الفلسطينيين لحرية التعبير ومضايقة نشطاء ومنظمات المجتمع المدني».[22]
- الأمم المتحدة: طالب المنسق الخاص للأمم المتحدة لعملية السلام، تور وينسلاند، خلال جلسة لمجلس الأمن الدولي بتحقيق فوري وشفاف في وفاة بنات، والذي عرف عنه توجيه انتقادات حادة للسلطة. وأكد وينسلاند أن الضحية توفي بعد ضرب مبرح تعرض له من قبل الأمن الفلسطيني خلال اعتقاله، داعيًا إلى محاسبة المسؤولين عن وفاته.[23]

### ردود الفعل الشعبية
عمت حالة من الغضب والاحتجاج والاستنكار في الشارع الفلسطيني وكذلك ضجت مواقع التواصل الاجتماعي، على خلفية مقتل الناشط والمرشح السابق للتشريعي نزار بنات اثناء اعتقاله من قبل الأجهزة الأمنية، اعقبها خروج وقفات ومسيرات في مدينتي الخليل ورام الله احتجاجا على «ظروف وفاته».
وشاركت أعداد كبيرة من المواطنين في احتجاج على دوار المنارة برام الله، للتنديد بما وصفوه بـ«جريمة قتل نزار بنات»، وردد المشاركون شعارات تستنكر ظروف وفاة نزار بعد اعتقاله من منزله في الخليل، واعتدت قوى أمنية فلسطينية بالزّي الرسمي وعناصر أمنية أخرى بالزّي المدني على المشاركين في المظاهرات. كما نظم نشطاء فلسطينيون في بريطانيا وقفة احتجاجية أمام سفارة السلطة الفلسطينية في لندن، للتنديد باغتيال الناشط السياسي الفلسطيني «نزار بنات». وربط نشطاء فلسطينيون بين ما حصل لنزار بنات وما حصل للمعارض السعودي جمال خاشقجي، وتصدر وسم #خاشقجي_فلسطين منصات التواصل الفلسطينية.

## خلفية شخصية
نزار بنات كان يعمل في مجال النجارة وتصميم الديكورات. وكان متزوجًا وأبًا لخمسة أولاد منهم طفلة رضيعة وابنة تتقدم لإمتحانات الثانوية العامة عند مقتله.

## نتائج التحقيق
بتاريخ 5 سبتمبر 2021 انتهت النيابة العسكرية من التحقيقات في قضية مقتل نزار بنات، واتهمت جميع الضباط وعناصر القوة التي شاركت بتنفيذ مهمة إلقاء القبض عليه وعددهم أربعة عشر. وأسندت النيابة العسكرية للضباط الأربعة عشر تهمة الضرب المُفضي للموت بالظرف المشدد بدلالة القتل القصد بالشدة والتعذيب والتي تصل عقوبتها إلى المؤبد مع الأشغال الشاقة.

## سير المحاكمة
في يونيو 2022، قرر النائب العام العسكري الفلسطيني الإفراج على نحو مؤقت عن جميع الموقوفين بتهمة قتل الناشط نزار بنات بذريعة فيروس كورونا. الهيئة المستقلة لحقوق الإنسان قالت إنّ قرار الإفراج غير قانوني لمخالفته القانون الأساسي الفلسطيني والقانون الثوري.